# دراسات الحركة
يهتم المجال الناشئ من دراسات الحركة (MS) بكيفية تحرك الناس وسبب تحركهم. وبعد أن كان مجال دراسات الحركة يرتبط في السابق بمجال علم حركات الجسم فقط، امتد مجال دراسات الحركة الجديد إلى ما بعد دراسة كيفية عمل عضلات الإنسان وغيرها من أنظمة الجسم، وكيفية تطورها وتفاعلها ليشمل النظريات التحليلية النوعية، مثل تحليل حركة لابان، وطرق تجسيدٍ مثل أساسيات بارتينيف.
ويرجع الفضل في المجال الموسّع من دراسات الحركة إلى نظريات الحركة التي أنشأها رودولف لابان (في الفترة من عام 1879 إلى 1958) في النصف الأول من القرن العشرين، والتي تعد بمثابة الحمض النووي لسلوكيات حركة الإنسان. وقد ساهم في تطوير نظريات لابان كثيرون ممن ساروا على نهجه، ولا سيما كل من وارن لامب كباحثٍ مستقل، وإرمجارد بارتينيف مؤسس معهد لابان/بارتينيف لدراسات الحركة (IMS) (نيويورك، الولايات المتحدة الأمريكية)، وليزا أولمان - في ستوديو فن الحركة (مانشستر، المملكة المتحدة)، وفاليري بريستون دانلوب، في لابان وجامعة الفنون المسرحية (لندن، المملكة المتحدة)، ومازالت تتطور باستمرارٍ من خلال أعمال المميزين من محللي الحركة المعتمدين ومحللي حركة لابان المعتمدين.
وتُعد دراسات حركة لابان، حاليًا واحدة من أقوى فئات دراسات الحركة، وتشمل تحليل حركة لابان، وأساسيات بارتينيف، ومقدمات إلى الصورة الشخصية الحركية لكيستنبيرج، وضبط تمركز الجسم-العقل، ودراسات التدوين الموسيقي للرقص. وجدير بالذكر أن علم التشريح وعلم حركات الجسم هما متطلبان أساسيان للأبحاث المتقدمة في مجال دراسات حركة لابان.
وتشمل تطبيقات دراسات حركة لابان ما يلي: 
- تقييم نمط حركة الفرد والجماعة
- الصورة الشخصية الحركية
- تنمية القيادات
- تحليل الأسلوب
- الرقص وعلم الرقص
- تنمية الشخصية للمسرح
- اتصالات الجسم-العقل
- العلاجات بالرقص/الحركة
- تحليل الحركة لصالح العلاقات بين الثقافات وغير ذلك.